# Papillon rhénan
Le papillon rhénan est une race de lapin domestique issue du croisement entre des lapins papillons et des lapins japonais. Ce lapin se caractérise par ses taches noires et jaunes sur fond blanc.

## Origine
Joseph Heintz, éleveur de lapins japonais en Rhénanie, est à l’origine de la sélection du papillon rhénan. En 1902, un éleveur voisin de lapins communs vient lui faire saillir une femelle grise tachetée par un de ses lapins japonais. Dans la portée qui en résulte se trouve un lapin tacheté de noir et de jaune, que Heintz récupère dans l’espoir de sélectionner une nouvelle race. Il fait reproduire ce lapin et croise dans un même temps des lapins papillons avec des lapins japonais. Par tous ces croisements, il obtient des lapins tachetés tricolores, dont il décide de faire une race. Toutefois, la description qu’il donne à la fédération cunicole allemande est peu précise et entraîne de nombreuses dérives, les éleveurs ayant des points de vue différents sur la disposition des taches chez ce lapin. Un standard plus précis est établi en 1920, la race gagnant peu à peu un certain succès en Allemagne. Elle est admise en France à compter de 1936.

## Description
Le noir de Vienne est un lapin de taille moyenne qui pèse entre 2,75 et 4,5 kg. Il a un corps cylindrique avec et bien musclé. Sa ligne dorsale est régulière, sa croupe est arrondie avec l’arrière-train surelevé est élargi. Ses oreilles sont velues et mesurent de 11 à 13,5 cm. Un léger fanon est toléré chez la femelle. Les yeux sont brun marron. La fourrure est dense, pas très longue, avec des poils recteurs peu visibles. Elle se caractérise par ses taches noires et jaunes bien contrastées sur fond blanc. Le tour des yeux est bicolore et bien fermé. Chaque joue ne comporte qu’une seule tâche, et les oreilles sont entièrement colorées. La raie dorsale est bicolore et ininterrompue de la nuque à la queue, cette dernière étant elle-même bicolore sur son dessus. Sur l’arrière-train les taches sont bien réparties et isolées.

## Diffusion
Le papillon rhénan est peu répandu en France.